# Mogilev
Mogilev (cũng viết là Mahilyow, cũng phiên âm Mahiloŭ Mahilioŭ, Mogilyov; Belarus: Магілёў, phát âm là [maɣ ʲ il ʲ ou]; Nga: Могилёв, [məɡ ʲ ɪl ʲ ov]) là thành phố ở phía đông Belarus, 76 km từ biên giới với tỉnh Smolensk của Nga và 105 km từ biên giới với tỉnh Bryansk của Nga. Thành phố có hơn 367.788 dân (ước tính năm 2007). Đây là trung tâm của tỉnh Mogilev và là thành phố lớn thứ ba tại Belarus.

## Lịch sử
Thành phố được thành lập năm 1267. Kể từ thế kỷ 14 là một phần của Lãnh địa đại công tước Litva sau khi Liên minh Lublin và sáng tạo của Khối thịnh vượng chung Ba Lan-Litva nó đã được chuyển giao cho triều đình Mohylew hoặc Mogilew. Thành phố phát triển mạnh mẽ là một trong các nút chính của tuyến đường thương mại Đông-Tây và tuyến đường thương mại phía bắc-nam. Năm 1577, vua Stefan Batory ban cho khu định cư này quyền thành phố. Sau khi phân vùng đầu tiên của Ba Lan, nó được đưa vào tay của Đế quốc Nga và là trung tâm của guberniya Mogilev. Trong năm 1915-1917, trong Chiến tranh thế giới thứ IStavka, trụ sở của quân đội Nga hoàng hoạt động trong thành phố và Sa hoàng Nicholas II,đã trải qua một thời gian dài ở đây. Năm 1918. Phổchiếm đóng và chuyển giao cho Cộng hòa nhân dân Belarus trong thời gian ngắn. Năm 1919, thành phố bị chiếm bởi các lực lượng của BolshevikNga và đưa vào Cộng hòa Xã hội chủ nghĩa Belorussia. Chiến tranh thế giới thứ II và Holocaust, giống như nhiều thành phố khác ở châu Âu, Mogilev đã có một dân số đáng kể là người Do Thái: theo điều tra dân số Nga năm 1897, tổng dân số của thành phố là 41.100 người, trong đó người Do Thái là 21.500 người (chiếm khoảng 50%dân số). Giữa năm 1941 và 1944, thành phố dưới sự chiếm đóng của Đức Quốc xã. Trong thời gian đó, người Do Thái của Mogilev bị thanh trừng. Khi Belarus giành được độc lập vào năm 1991 Mahilyow vẫn là một trong các thành phố chính của người Do Thái.

## Kinh tế
Mahilyow là một trong các trung tâm kinh tế và công nghiệp chính của Belarus. Sau Thế chiến II, một trung tâm luyện kim lớn với một số nhà máy thép lớn đã được xây dựng. Ngoài ra, có một số nhà máy lớn cần cẩu, xe ô tô, máy kéo và một nhà máy hóa chất. Thành phố này là một cảng nội địa lớn tại sông Dnieper và sân bay nội địa.